# Mathieu Burgalassi
Mathieu Burgalassi est un écrivain, journaliste et anthropologue français. Il travaille sur l'extrême droite, les violences systémiques et les discriminations, portant une vision féministe, anticapitaliste et antifasciste.
Il se fait connaître à la suite de la parution de son premier livre La peur et la haine qu'il vient présenter dans plusieurs médias, ainsi que par son contenu sur les réseaux sociaux dans lesquels il diffuse des éditos, entretiens et débats avec des personnalités publiques.

## Biographie

### Formation
Après un baccalauréat ES, Mathieu Burgalassi suit un master en anthropologie à l'université d'Aix Marseille (2014-2016, mention TB) puis un master en sciences politiques à l'EHESS (2016-2017, mention TB).
Il prépare ensuite une thèse de 4 ans à l'Ecole Doctorale de SciencesPo et le laboratoire CNRS IDEAS , thèse dans laquelle il mène une enquête sur les milieux survivalistes,. Il est également chercheur invité à l'UC Berkeley durant sa thèse. 

### Carrière
Mathieu Burgalassi publie deux articles liés à sa thèse : L'impossible vérité. Repenser les Fake News à partir du terrain survivaliste (2019) et Les idiots de service.«L'affaire Mia», les survivalistes et la mécanique d'assignation au complotisme (2022). Il publie son premier ouvrage le 6 mai 2021, La peur et la haine aux éditions Michel Lafon, une enquête immersive de quatre ans dans les milieux survivalistes. Il est ensuite invité dans plusieurs médias pour présenter son livre,.
Il crée sa chaîne Twitch le 7 décembre 2021 dans laquelle il réagit et prend position sur des sujets de société. Il organise également des entretiens et débats avec des personnalités publiques.
En 2024, il publie l'enquête Révélations : comment l’extrême droite s’arme légalement en France à l'Humanité. Il appartient par ailleurs aux collectif journalistique Stupmedia depuis le début de l'automne 2024.